# 熊野神社 (甲州市)
熊野神社（くまのじんじゃ）は山梨県甲州市塩山熊野に鎮座する神社で、熊野郷一帯の鎮守社である。また、拝殿・本殿2棟は国の重要文化財に指定されている。

## 歴史
神社の創立は明らかではないが、江戸時代後期に成立した『甲斐国志』所収の「社記」によれば、朱鳥年中（686年-701年）紀州の熊野より勧請され、熊野郷の鎮守社として成立したとされるが、10世紀初頭の『延喜式』神名帳には当社に関する記載は見られないことから、朱鳥年中の創立を否定する説もある。
平安時代後期には後白河法皇の勅により、熊野本社の規矩をとって社殿を建立したものと伝えられている。
古来より熊野大権現と呼ばれて、周辺の人々の尊崇を受けてきた。近世には甲斐における熊野四所礼場の一社となる。

## 祭神
祭神は、伊弉冊尊・速玉男尊・事解男尊・天忍穂耳尊・瓊瓊杵尊・彦火火出見尊の6座を祀っている。

## 境内

### 拝殿
拝殿は東西に石垣で3区画された社域の中間部に位置する。桁行五間、梁間三間、一重入母屋造で屋根は茅葺である。柱は面取り角柱で、柱上の組物は舟肘木とし、正面五間のうち中央柱間を大きくとり楣梁（まぐさばり）をいれ、吹き放ちの出入り口となっている。
その他の柱間は腰貫下部を嵌板張りとし、腰貫と内法貫（うちのりぬき）の間を吹き放ち窓にして、その上部は漆喰塗りの壁である。このように開口部はすべて建具を入れず開放的であり、建物の周囲には切目縁をめぐらし、小規模で簡素な建築ではあるが、一重の入母屋造の茅葺屋根とともに美しい姿を見せている。
1549年（天文18年）に建立。

### 本殿
本殿は境内を高低3段に区画された奥の高所に、本殿6棟が東西に並列、南面して建てられている。西から3棟は江戸時代の再建で旧観を失い、次の1棟は再建ができず小祠に替えられ、その東に並ぶ2棟が重要文化財に指定されている本殿である。この2棟は、各一間社隅木入春日造、檜皮葺の小規模で簡素な建築である。
この本殿2棟の建立年代は確証を欠くが、構造手法からみて鎌倉時代と考えられ、記録に示す文保2年（1318）の造替のものではないかと推定される。

## 文化財

### 重要文化財（国指定）
- 本殿 2棟 - 室町時代中期の建立。一間社隅木入春日造、檜皮葺。昭和24年（1949年）2月18日指定。
- 拝殿 - 室町時代後期の建立。桁行五間、梁間三間、一重、入母屋造、茅葺。昭和24年（1949年）2月18日指定。

### 山梨県指定有形文化財
- 紙本著色刀八毘沙門天像図 - 平成5年2月15日指定。武田信玄の寄進。
- 紙本著色飯縄権現像図 - 平成5年2月15日指定。武田信玄の寄進。
- 紙本著色欹器ノ図 - 平成5年2月15日指定。武田勝頼の寄進。
- 紙本著色渡唐天神像図 - 平成12年3月2日指定。武田勝頼の寄進。